# 明治七年征蠻醫誌
《明治七年征蠻醫誌》為一本醫療日誌，作者為軍醫落合泰藏，內容紀錄1874年（明治七年）4月2日至12月1日日軍台灣出兵期間之戰事始末、戰地醫務以及軍隊傳染病情況等。返日之後，落合泰藏將日誌上呈陸軍軍醫本部，再由長瀨時衡於1887年編輯成此書。此外，書中亦收錄〈蠻地風土大畧〉、〈蕃地病況摘略〉、「日軍傷亡疾病統計表」等，描述台灣風土、疾病以及日軍傷亡染病數據等。